# Rönnveckmal
Rönnveckmal (Parornix scoticella) är en fjärilsart som först beskrevs av Henry Tibbats Stainton 1850.  Rönnveckmal ingår i släktet Parornix och familjen styltmalar.
Artens utbredningsområde är:
- Österrike.
- Belgien.
- Belarus.
- Estland.
- Lettland.
- Litauen.
- Bulgarien.
- Tjeckien.
- Slovakien.
- Danmark.
- Finland.
- Frankrike.
- Tyskland.
- Grekland.
- Ungern.
- Irland.
- Italien.
- Nederländerna.
- Norge.
- Polen.
- Rumänien.
- Spanien.
- Sverige.
- Schweiz.
- Moldavien.
- Ukraina.
- Kroatien.

Arten är reproducerande i Sverige. Inga underarter finns listade.

## Bildgalleri

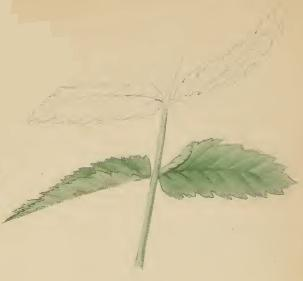
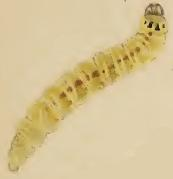